# Pressure (Nadia Ali)
Pressure è un brano musicale della cantante Nadia Ali e prodotta da Starkillers e Alex Kenji. È stato pubblicato come download digitale il 15 febbraio 2011. Il remix di Alesso, uscito il 16 maggio 2011, è stato nominato come "Miglior traccia progressive" alla 27ª edizione dell'International Dance Music Award alla Winter Music Conference, ed è stato supportato da artisti come Swedish House Mafia, Armin van Buuren, Tiësto, Avicii, Dirty South ed altri.

## Tracce
Download digitale
1. Pressure (Original Mix) – 6:01
2. Pressure (Alesso Remix) – 6:06
3. Pressure (Clokx Extended Commercial Remix) – 5:32
4. Pressure (Matan Caspi & Eddy Good Remix) – 6:06
5. Pressure (Rene Amesz Remix) – 7:23
6. Pressure (Calvin West Extended Remix) – 8:07
7. Pressure (Alesso Radio Edit) – 3:00